# Hochschule für Fernsehen und Film München
48° 08′ 48″ N, 11° 34′ 09″ E
Pour les articles homonymes, voir HFF.

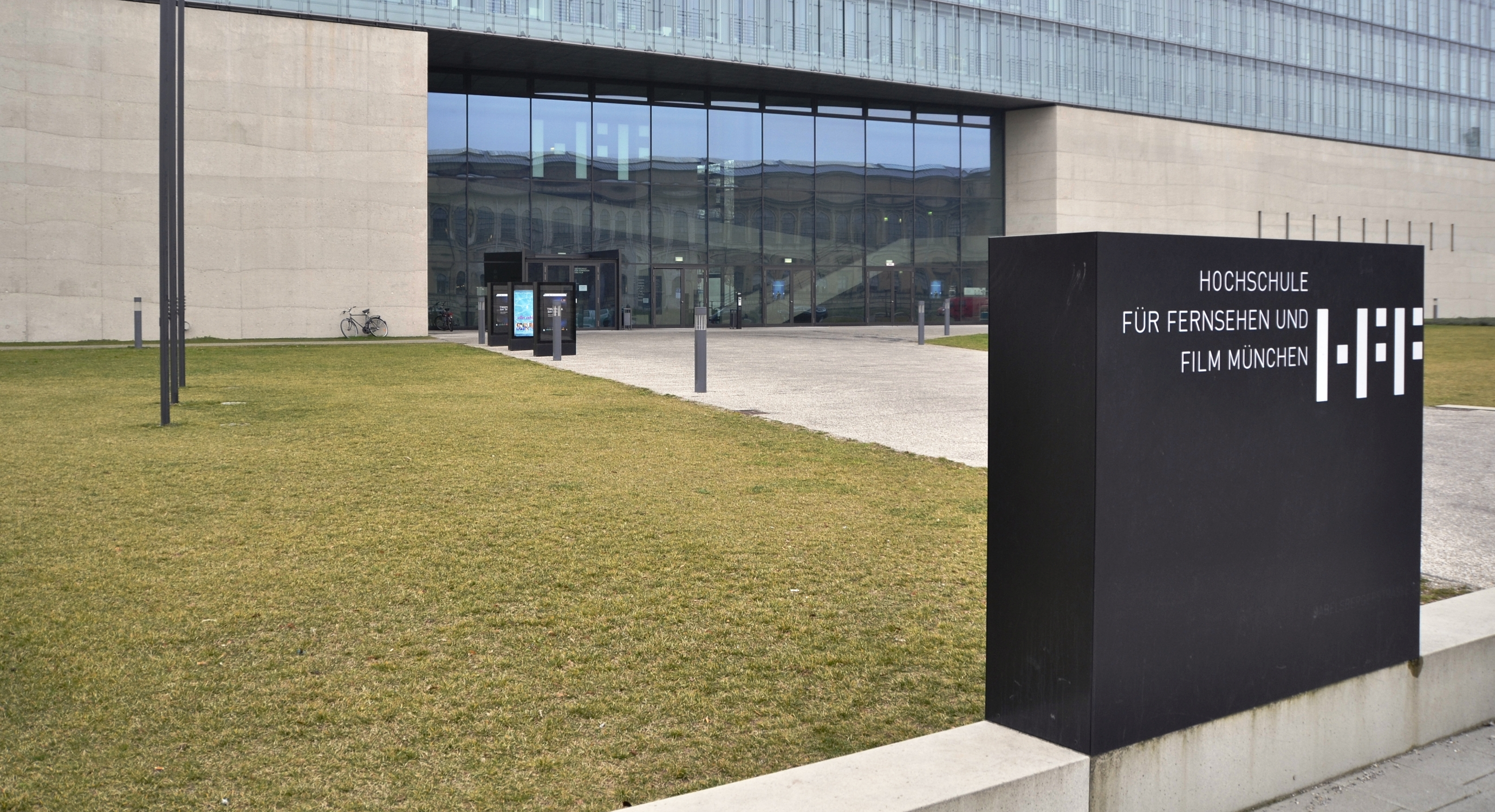
Entrée de la HFF.

La Hochschule für Fernsehen und Film München (haute école de télévision et cinéma de Munich, HFF München) est une école supérieure d'État de la Bavière. Cette école de cinéma accueille environ 350 élèves, dont 48 % de femmes.

## Histoire

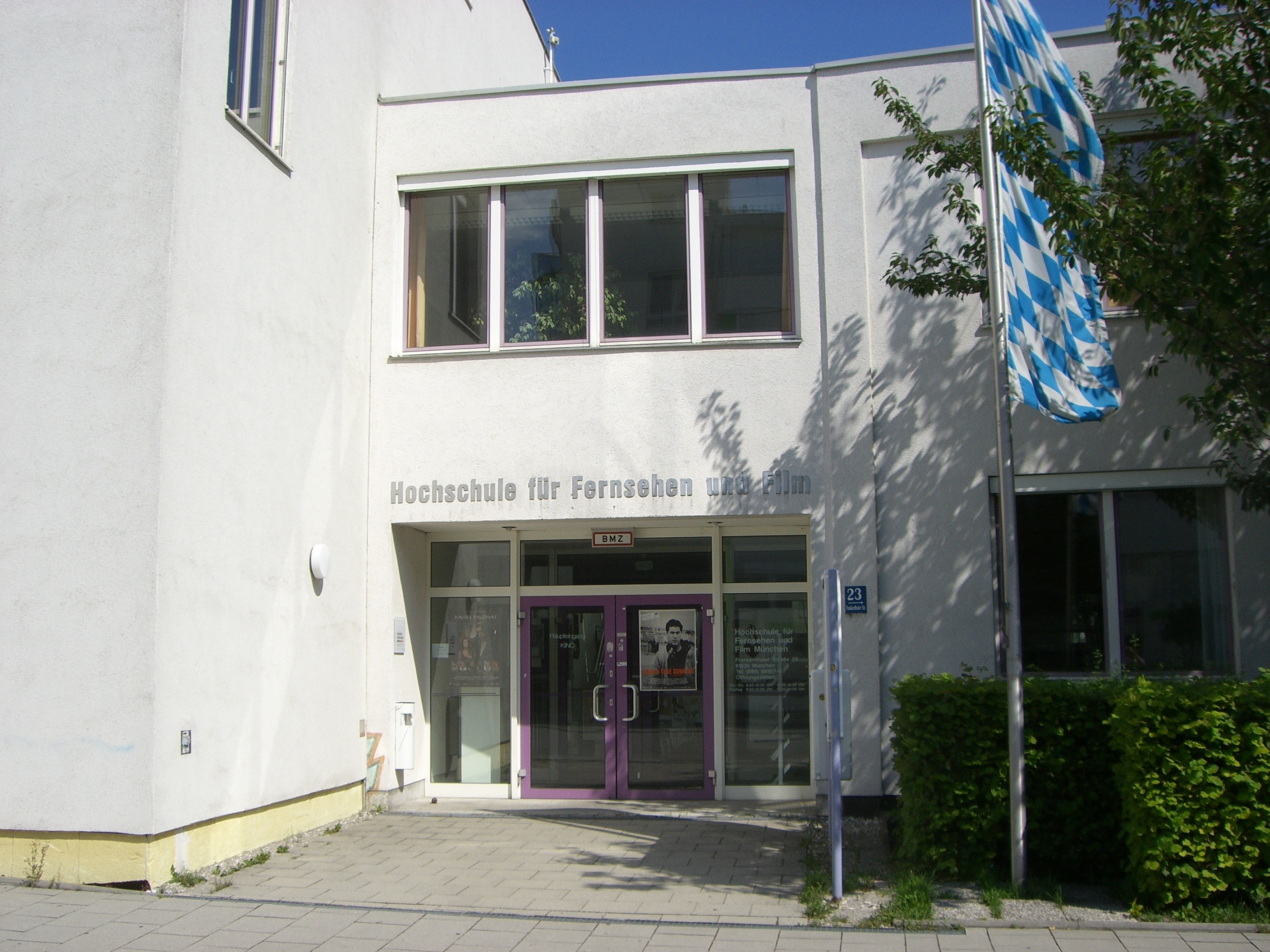
Ancien bâtiment de la HFF sur la Frankenthaler Straße.

L'école fut fondée le 19 juillet 1966 par le directeur de la Bayerischer Rundfunk, Helmut Oeller, qui y a enseigné, puis en est devenu le recteur. Depuis l'ouverture de l'école, 1 664 élèves y ont étudié. 
De 1967 à 1988, la Münchner Filmhochschule était située dans une vieille villa de la Kaulbachstraße. Le bâtiment étant devenu rapidement trop étroit, des cours étaient également donnés à l'institut allemand du cinéma et de la télévision, ainsi que dans des studios de la Bayerischer Rundfunk à Freimann, de Bavaria à Geiselgasteig et de ZDF à Unterföhring. 
En 2007, pour les quarante ans de l'école, la HFF München annonce son déménagement prochain dans de nouveaux locaux au cœur de la Kunstareal, le quartier des musées de Munich, et à proximité immédiate du bâtiment sud de l'université technique de Munich. Le déménagement est effectif le 15 septembre 2011. L'adresse de l'école est Bernd-Eichinger-Platz 1.
La HFF est membre fondateur du campus des médias de Bavière.

## Cursus proposés
Les candidatures sont ouvertes du 15 novembre au 28 février de chaque année pour les cinq cursus.
- Département III –  Réalisation de films et téléfilms (Regie Kino- und Fernsehfilm), entre 7 et 9 places disponibles ;
- Département IV – Réalisation de documentaires et films publicitaires (Regie Dokumentarfilm und Fernsehpublizistik), entre 7 et 9 places disponibles ;
- Département V – Production et économie des médias (Produktion und Medienwirtschaft), entre 10 et 15 places disponibles ;
- Département VI – Scénario (Drehbuch), entre 7 et 9 places disponibles ;
- Département VII – Photographie (Kamera), entre 7 et 9 places disponibles.

Les enseignements communs à tous les parcours sont l'économie des médias et les cours de technique. Les matières optionnelles sont à choisir parmi l'offre de l'école, comportant par exemple : écriture créative, journalisme télévisé, film publicitaire... 
Il existe aussi, en partenariat avec l'académie bavaroise de théâtre August Everding  une formation de critique de théâtre, cinéma et télévision.Depuis 2007, la HFF propose aussi des cours techniques pour des élèves extérieurs, des ateliers théoriques, ainsi que des formations en ligne.

## Classement
Dans le classement des écoles de cinéma du magazine Focus en partenariat avec le Art Directors Club, la HFF München a obtenu une place moyenne. À côté de la réputation de l'école étaient aussi notés d'autres critères tels les prix remportés par les anciens élèves.
En 2012, la HFF a atteint la 16e place du classement de The Hollywood Reporter. La meilleure école européenne étant La Femis.

## Succès aux Oscars
Quelques anciens élèves de la HFF ont par ailleurs été nommés aux Oscar: Katja von Garnier en 1994 pour le film étudiant Abgeschminkt, Florian Gallenberger en 2001 pour le court-métrage Quiero ser, Caroline Link en 1997 pour Au-delà du silence, puis en 2003 pour Nowhere in Africa, qu'elle remporta finalement. 
En 2005, la nomination de Die Geschichte vom weinenden Kamel couronna le succès de deux élèves de la HFF Luigi Falorni und Byambasuren Davaa. 
En 2007, le film de guerre La Vie des autres de Florian Henckel von Donnersmarck remporta l'oscar du meilleur film étranger.

## Professeurs
Actuellement, les professeurs de l'école comptent notamment Doris Dörrie, Andreas Gruber, Heiner Stadler et Peter Zeitlinger.

## Anciens élèves connus
Parmi les anciens élèves, on compte : Maren Ade, Jaione Camborda, Byambasuren Davaa, Doris Dörrie, Uli Edel, Bernd Eichinger, Roland Emmerich, Max Färberböck, Florian Gallenberger, Dennis Gansel, Katja von Garnier, Dominik Graf, Benjamin Heisenberg, Veit Helmer, Florian Henckel von Donnersmarck, Mika Kaurismäki, Karl Walter Lindenlaub, Caroline Link, Michael Schanze, Hans-Christian Schmid, Heiner Stadler, Eva Trobisch, Wim Wenders, et Sönke Wortmann.